# Jake Evans
Jake Evans (Toronto, Ontario, 2 de junio de 1996) es un jugador profesional canadiense de hockey sobre hielo que se desempeña en la posición de centro en Montreal Canadiens, equipo de la National Hockey League (NHL).

## Carrera
Fue seleccionado en la séptima ronda en la NHL Entry Draft de 2014. En 2019 hizo su debut profesional con el equipo Montreal Canadiens, donde lleva jugando cinco temporadas.